# Jan Stanisław Kątski
Jan Stanisław Kątski herbu Brochwicz (ur. ok. 1685, zm. w październiku 1727) – generał major wojsk koronnych od 1720 roku, generał artylerii koronnej w latach 1726–1727, miecznik koronny w latach 1722–1727, starosta podolski w latach 1710–1727, starosta urzędowski, literat.

## Życiorys
Syn Marcina Kazimierza Kątskiego i Urszuli Denhoff. Studiował za granicą i służył w armii francuskiej Ludwika XIV. Na początku 1702 zaczął służbę w Kamieńcu Podolskim jako kapitan artylerii koronnej, gdzie w maju awansował na majora. Brał udział w wojnie północnej. W 1710 został pułkownikiem piechoty i stanął na czele regimentu. W latach 1712–1715 znów przebywał za granicą. Po powrocie do kraju wziął udział w konfederacji tarnogrodzkiej. W 1716 został pułkownikiem artylerii koronnej. W 1720 wybrany został posłem na sejm z województwa podolskiego, a także 25 września mianowany generałem majorem. W 1722 został miecznikiem wielkim koronnym. Był wicemarszałkiem Trybunału Głównego Koronnego w 1724 roku. Dnia 16 marca 1726, idąc w ślady ojca, został po Rybińskim generałem artylerii koronnej.
Córka Marianna z małżeństwa z Wiktorią Szczuką wyszła za mąż za Eustachego Potockiego.